# Didar Durdyýew
Didar Gurbangeldyýewiç Durdyýew (russisch Дидар Гурбангельдыевич Дурдыев; * 16. Juli 1993 in Balkanabat) ist ein turkmenischer Fußballspieler.

## Karriere

### Verein
Der Mittelstürmer entstammt dem Nachwuchs des FC Aşgabat und kam dort 2011 zu seinem Debüt in der heimischen Ýokary Liga. Ein Jahr später wechselte er weiter zum Ligarivalen Ahal FK. Von 2013 bis 2016 war er für den Altyn Asyr FK aktiv und gewann dort sieben nationale Titel. Es folgten weitere Stationen beim FC Aşgabat sowie erneut der Ahal FK und 2020 spielte Durdyýew fünfmal für den usbekischen Erstligisten FK Mashʼal Muborak. Von 2021 bis 2022 stand er wieder beim Ahal FK unter Vertrag, gewann dort im letzten Jahr das Triple und wurde mit 27 Treffern Torschützenkönig der Liga. Auch gab er in dieser Zeit sein Debüt in der AFC Champions League, schied aber mit dem Klub in der Gruppenphase aus. Anfang 2023 ging Durdyýew wieder kurzzeitig zum Altyn Asyr FK und seit dem 1. April 2023 steht er beim Ligarivalen Arkadag FK unter Vertrag. Dort gewann er bisher fünf nationale Titel sowie die AFC Challenge League.

### Nationalmannschaft
Von 2012 bis 2024 absolvierte Durdyýew 22 Länderspiele für die turkmenischen A-Nationalmannschaft und erzielte dabei drei Treffer. Beim AFC Challenge Cup 2012 in Nepal kam er zu einem Einsatz in der Gruppenphase gegen die Malediven (3:1) und erreichte am Ende des Wettbewerbs den zweiten Platz. Am 20. Mai 2014 erzielte er im AFC-Challenge-Cup-Spiel gegen Laos (5:1) seine ersten beiden Tore für die Auswahl.

## Erfolge
- Turkmenischer Meister: 2014, 2015, 2016, 2022, 2023, 2024
- Turkmenischer Pokalsieger: 2015, 2016, 2022, 2023, 2024
- Turkmenischer Superpokalsieger: 2015, 2016, 2022, 2024
- AFC Challenge League-Sieger: 2025

## Auszeichnungen
- Torschützenkönig der turkmenischen Ýokary Liga: 2019 (14 Tore), 2022 (27 Tore), 2023 (27 Tore), 2024 (31 Tore)